# 劣調和函数
数学において劣調和函数（れつちょうわかんすう、英: subharmonic function）および優調和函数（ゆうちょうわかんすう、英: superharmonic function）は、偏微分方程式、複素解析およびポテンシャル論において幅広く用いられている重要な函数のクラスである。
直観的に言えば、劣調和函数は以下のような意味で一変数の凸函数と関係がある:
「凸函数のグラフと直線が二点で交わるとき、その二点間では凸函数のグラフは直線の下にある」ことと同様に「球体の境界上での劣調和函数の値が常に適当な調和函数の値よりも大きくないならば、球体の内側においても劣調和函数の値はその調和函数の値よりも大きくならない。」
優調和函数は、同じ記述において「大きくない」という箇所を「小さくない」に替えたものによって定義することができる。あるいは同じことになるが、優調和函数とは劣調和函数の負函数にちょうどなっているものである。また、このことから劣調和函数のどのような性質も、優調和函数の対応する性質に読み替えるのは容易である。

## 厳密な定義
定義を厳密に述べれば以下の通りである。G をユークリッド空間 Rn の部分集合とし、
{\displaystyle \varphi \colon G\to {\mathbb {R} }\cup \{-\infty \}}
を上半連続函数とする。このとき φ が劣調和であるとは、G に含まれる中心 x, 半径 r の閉球体 B(x,r) を任意にとるとき、B(x,r) 上の実数値連続函数 h がB(x,r) 上で調和かつ B(x,r) の境界 ∂B(x,r) 上の任意の点 y において φ(y) ≤ h(y) を満たすならばかならず、B(x,r) 上の任意の点 y においても常に φ(y) ≤ h(y) となるときに言う。
この定義によると、恒等的に −∞ である函数も劣調和的ということになる。研究者によってはこの場合は定義から除くこともある。
函数 {\displaystyle u} が優調和的であるとは、{\displaystyle -u} が劣調和的であることを言う。

## 性質
- 函数が調和的であるための必要十分条件は、それが劣調和的かつ優調和的であることである。
- φ が Rn 内のある開集合上で C2-級（二回連続的微分可能）であるとき、φ が劣調和的であるための必要十分条件は、Δφ ≥ 0 が G 上で成り立つことである。ここで Δ はラプラシアンである。
- 定数でない劣調和函数の最大値は、その定義域の内部では到達されない。これがいわゆる最大値原理である。しかし劣調和函数の最小値には、その定義域の内部で到達することがある。
- 劣調和函数の全体は凸錐を成す。すなわち、劣調和函数の正係数線型結合はまた、劣調和的である。
- 二つの劣調和函数の各点毎の最大値は、劣調和的である。
- 劣調和函数の減少列の極限は劣調和的（あるいは恒等的に {\displaystyle -\infty }）である。

## 複素平面における劣調和函数
劣調和函数は複素解析において特に重要な役割を担う。その分野では、劣調和函数は正則函数と密接に関連している。
ある集合 {\displaystyle G\subset \mathbb {C} } で定義される複素変数（すなわち実 2 変数）の実数値連続函数 {\displaystyle \varphi } が劣調和的であるための必要十分条件は、{\displaystyle z} を中心とする半径 {\displaystyle r} の任意の閉円板 {\displaystyle D(z,r)\subset G} に対して次が成立することである。
{\displaystyle \varphi (z)\leq {\frac {1}{2\pi }}\int _{0}^{2\pi }\varphi (z+r\mathrm {e} ^{i\theta })\,d\theta .}
直観的に言うと、劣調和函数の任意の点での値は、その点を中心とするある円板内の値の平均よりも大きくならないということをこの不等式は意味している。この事実は最大値原理を導く上で利用することが出来る。
{\displaystyle f} が正則函数であるとき、
{\displaystyle \varphi (z)=\log \left|f(z)\right|}
は、{\displaystyle f} の零点での  {\displaystyle \varphi (z)} の値を −∞ とすることで劣調和函数となる。また
{\displaystyle \psi _{\alpha }(z)=\left|f(z)\right|^{\alpha }}
はすべての α > 0 に対して劣調和的である。この事実は、特に 0 < p < 1 に対するハーディ空間 Hp の研究において有用となる。
複素平面の文脈において、ある領域 {\displaystyle G\subset \mathbb {C} } 上の劣調和函数 {\displaystyle f} で虚軸方向に定数であるようなものは、実軸方向に凸である（またその逆も成り立つ）という事実により、 劣調和函数と凸函数の関係が分かる。

### 劣調和函数の調和優函数
u は複素平面内の領域 Ω 上で劣調和的、および h は Ω 上で調和的とする。h が Ω における u の調和優函数（harmonic majorant）であるとは、Ω において u ≤ h となることを言う。この不等式を u に対する増大度条件として見ることができる。

### 単位円板内の劣調和函数と動径方向最大値函数
複素数平面における閉単位円板 D(0, 1) を含む開集合 Ω 上で定義された劣調和非負連続函数 φ を考える。φ（を単位円板に制限したもの）の動径方向最大値函数（radial maximal function）とは、
{\displaystyle (M\varphi )(e^{i\theta })=\sup _{0\leq r<1}\,\varphi (re^{i\theta })}
で定義される単位円周上の函数である。Pr をポアソン核とすると劣調和性により
{\displaystyle 0\leq \varphi (re^{i\theta })\leq {\frac {1}{2\pi }}\int _{0}^{2\pi }P_{r}(\theta -t)\varphi (e^{it})dt,\quad (r<1)}
が成り立つ。右辺の積分は、φ の単位円周 T への制限に対するハーディ＝リトルウッド最大値函数 φ∗ の eiθ における値
{\displaystyle \varphi ^{*}(e^{i\theta })=\sup _{0<\alpha \leq \pi }{\frac {1}{2\alpha }}\int _{\theta -\alpha }^{\theta +\alpha }\varphi (e^{it})dt}
より小さいこと、故に 0 ≤ Mφ ≤ φ∗ が証明できる。既知の事実として、ハーディ＝リトルウッド作用素は 1 < p < ∞ のとき、Lp(T) において有界であるから、適当な普遍定数 C を用いて
{\displaystyle \|M\varphi \|_{L^{2}(\mathbb {T} )}^{2}\leq C^{2}\int _{0}^{2\pi }\varphi (e^{i\theta })^{2}d\theta }
と書くことができる。f が Ω において正則で、0 < p < ∞ のとき、前述の不等式は φ = |f|p/2 に対して適用することが出来る。以上の事実より、古典的ハーディ空間 Hp 内の任意の函数 F は次を満たすと結論づけられる。
{\displaystyle \int _{0}^{2\pi }\left(\sup _{0\leq r<1}|F(re^{i\theta })|\right)^{p}d\theta \,\leq \,C^{2}\sup _{0\leq r<1}\int _{0}^{2\pi }|F(re^{i\theta })|^{p}d\theta .}
さらに考察することで、F は動径方向に沿った極限 F(eiθ) を単位円上のほとんど至る所で持ち、（優収束定理より）Fr(eiθ) = F(reiθ) で定義される Fr は Lp(T) において F に収束する。

## リーマン多様体上の劣調和函数
任意のリーマン多様体上で、劣調和函数は定義することが出来る。
定義M をリーマン多様体とし、f: M → R を上半連続函数とする。任意の開部分集合 U ⊂ M および U 上の調和函数 f1 が境界上で f1 ≥ f を満たすならば、かならず U 全体においても不等式 f1 ≥ f が成立するとき、f は劣調和的であると言う。
この定義は前述の定義と同値である。したがって再び、二回連続的微分可能函数に対して、劣調和性は不等式 Δf ≥ 0 の成立と同値である。ただし Δ は通常のラプラシアンである。